# 영주가흥초등학교
영주가흥초등학교(榮州可興初等學校)는 대한민국 경상북도 영주시에 있는 공립 초등학교이다.

## 연
- 2017년 3월 1일 : 개교